# Richard III (film, 1955)
Richard III är en brittisk film från 1955, regisserad och producerad av Sir Laurence Olivier. Filmen är baserad på William Shakespeares historiespel Richard III, med stycken från samme författares Henrik VI, del III. Laurence Olivier spelade även huvudrollen som den engelske (blivande) kungen Rikard III. Den övriga ensemblen innefattar flera berömda Shakespeare-skådespelare, däribland tre ytterligare riddare av Brittiska imperieorden, Sir Cedric Hardwicke, Sir John Gielgud och Sir Ralph Richardson.

## Handling
Filmen handlar om hur Richard på 1480-talet intrigerar för att ta över tronen från sin bror Edvard IV, spelad av Cedric Hardwicke. Under handlingens gång förråds och dödas många av rollpersonerna, och till sist leder Richards ondska till hans eget fall. Filmens prolog konstaterar att historien utan dess legender vore "en torr historia", vilket implicit erkänner att Shakespeare tog sig artistiska friheter med den faktiska historien.

## Om filmen
Av de tre Shakespeare-filmer som Olivier regisserade fick Richard III sämst kritik, även om den ändå fick ett gott mottagande. Den var den enda av dem som inte nominerades till en Oscar för bästa film, även om Olivier nominerades till bästa skådespelare. Filmen blev populär genom en nypremiär 1966, som slog kassarekord i många brittiska städer. Många kritiker i dag ser Richard III som Oliviers bästa Shakespeare-filmatisering. British Film Institute har pekat på att den i och med den enorma tv-publik den fick 1955 "kan ha gjort mer för att göra Shakespeare populär än något annat enskilt verk".

## Rollista i urval

### Huset York
- Sir Laurence Olivier - Richard, hertig av Gloucester (senare Kung Richard III)
- Sir Cedric Hardwicke - Kung Edvard IV av England, den nyligen krönte kungen av England
- Sir John Gielgud - George Plantagenet, 1:e hertig av Clarence, bror till Richard och den nya kungen
- Sir Ralph Richardson - Hertigen av Buckingham
- Paul Huson - Prinsen av Wales (senare, för en kort tid, Kung Edward V), Kungens äldsta son
- Andy Shine - Hertigen av York, Kungens yngsta son
- Helen Haye - Hertiginnan av York, Kungens mor
- Pamela Brown - Mistress Shore, Kungens älskarinna
- Alec Clunes - The Lord Hastings (Lord Chamberlain)
- Laurence Naismith - The Lord Stanley
- Norman Wooland - Sir William Catesby

### Huset Lancaster
- Mary Kerridge - Drottning Elizabeth, Edwards IV:s drottninggemål
- Clive Morton - The Lord Rivers, bror till Drottning Elizabeth
- Dan Cunningham - The Lord Grey, yngste son till Drottning Elizabeth, Kungens styvson
- Douglas Wilmer - Markisen av Dorset, äldste son till Drottning Elizabeth, Kungens styvson
- Claire Bloom - Lady Anne, änka och föräldralös tack vare Richards handlingar, trots det blir hon senare hans maka
- Stanley Baker - den unge walesaren Henry, Earl av Richmond (senare Henry VII, förste monarken av Huset Tudor).